# Этринген (Айфель)
Этринген (нем. Ettringen) — община в Германии, в земле Рейнланд-Пфальц.
Входит в состав района Майен-Кобленц. Подчиняется управлению Фордерайфель. Население составляет 2681 человек (на 31 декабря 2010 года). Занимает площадь 9,16 км².